# Sistema de reposo local
En astronomía, el sistema de reposo local o SRL hace referencia al movimiento medio de la materia de la Vía Láctea en las vecindades del Sol. La trayectoria de esta materia no es exactamente circular. El Sol recorre una órbita moderadamente excéntrica (e < 0,1) alrededor del centro galáctico a una velocidad de 220 km/s en sentido horario si es observado desde el polo norte galáctico. La órbita solar tiene un radio de ≈ 8 kpc respecto al centro de la galaxia, próximo a Sgr A*, presentando tan sólo una pequeña desviación hacia el ápex en relación con el SRL. La velocidad del SRL está comprendida entre 202–241 km/s.